# Баґхел Сінґх
Баґхел Сінґх (пенджаб. ਬਘੇਲ ਸਿੰਘ; бл. 1730– 1802) — 2-й місальдар (очільник) місаля Панджгархія (Карорсінґхія) у 1765—1802 роках.

## Життєпис
Походив з джатського клану Далівал. Нащадок сикхського військовика — чаудхарі Бхаї Лангахи. Народився бл. 1730 року в селі Джабал Калан, неподалік Амрітсару. Замолоду брав участь у військових кампаніях під орудою місальдара Карор Сінґха, який згодом всиновив Баґхел Сінґха. 1761 року після загибелі названого батька очолив його місаль, але остаточно затверджений в цьому статусі 1765 року. 1762 року брав участь у битві біля Малеркоти, де сикхи зазнали нищівної поразки від дурранського шаха Ахмеда, але зміг врятуватися.
За цим встановив владу над містами Амбала, Карнал, Хіссар, Рохтак, Чандігарх, заволодів частиною доабу Джаландхар (міжріччя Біасу і Сатледжу)), встановивши резиденцію в Хошиарпурі.
1764 року брав участь у військовій кампанії джатедара Джасси Сінґха Ахлувалії проти Наджиб-ад-Даули, афганського намісника Делі. Невдовзі сам спробував захопити Делі, але невдало. 1765 року зайняв низку сіл напівніч від Карналу, зокрема Чхалауді, яке пізніше зробив своєю резиденцією. 1767 року в складі дал хальси (загального війська)брав участь у боях проти афганського війська на чолі із Ахмед-шахом. Потім розпочав напади на долину Джелама, почавши загрожувати нападами на місцеві князівства. В обмін на ненапад отримував данину.
У квітні 1775 року Сінгх з двома іншими місальдарами Рай Сінґхом Бхангі і Тара Сінґхом Гайбою атакував Забіта Хана, правителя долини Джамна, якого змусив платити данину. У березні 1776 року разом з цими місальдарами в битві біля Музаффарнагара завдав поразки могольському війську. 1778 року відзначився у битві біля Гранауру (біля Патіали), де сикхи завдали рішучої поразки могольській армії.
1783 року спільно з Джассою Сінґхом Ахлувалією і Джассою Сінґхом Рамгарією завдав поразки війську падишаха Шах Алама II, захопивши 11 березня Делі. На відміну від інших сикхських командувачів залишився вмісті до грудня 1783 року. Невдовзі уклав договір з падишахом, за яким Баґхел Сінґх оотримував від останнього 12,5 % торгового податку в обмін на захист Делі. Також наказав віднайти знайшов місця, пов'язаних із життям гуру сикхів, де було споруджено 7 гурдвар (святилищ).
Помер 1802 року в Хошиарпурі або Амрітсарі. Владу перебрав родич Гур Бахш Сінґх, але невдовзі цей місаль захопив магараджа Ранджит Сінґх

## Характер
Був високий, гарно складний, із пильним поглядом. Відзначився хоробрістю, вважався найкращим дипломатом серед усіх місальдарів.